# آلما کروگر
آلما کروگر (انگلیسی: Alma Kruger؛ ۱۳ سپتامبر ۱۸۶۸ (یا ۱۸۷۱، منابع متفاوت) – ۵ آوریل ۱۹۶۰) یک هنرپیشه اهل ایالات متحده آمریکا بود.

## گزیده فیلمشناسی
از فیلم‌ها یا برنامه‌های تلویزیونی که وی در آن نقش داشته‌است می‌توان به آثار زیر اشاره کرد.
- این سه نفر (۱۹۳۶)
- یکصد مرد و یک دختر (۱۹۳۷)
- ماری آنتوانت (فیلم ۱۹۳۸) (۱۹۳۸)
- والس بزرگ (فیلم) (۱۹۳۸)
- بالالایکا (فیلم) (۱۹۳۹)
- منشی همه‌کاره او (۱۹۴۰)
- آن در ویندی پاپلز (۱۹۴۰)
- خرابکار (فیلم) (۱۹۴۲)
- خانم پارکینگتون (۱۹۴۴)
- یک رسوایی در پاریس (۱۹۴۶)

## مرگ
کروگر به دلایل طبیعی در 5 آوریل 1960 در خانه سالمندان در سیاتل، واشنگتن درگذشت . 